# خلیفه انصار قراداغلو
خلیفه انصار قراداغلو از امرای قزلباش طایفه قراداغلو بود. وی در رویداد قلعه قهقهه زندانبان اسماعیل میرزا (شاه اسماعیل دوم) بود. خلیفه انصار قراداغلو در درگیری‌های جانشینی شاه طهماسب یکم که مابین حیدر میرزا و اسماعیل میرزا (شاه اسماعیل دوم) در سال ۱۵۷۶ روی داد، از هواداران سرسخت حیدرمیرزا بود.